# Jardín Secreto (álbum)
Jardín Secreto es el primer álbum de estudio del grupo chileno Jardín Secreto, formado por Miguel Tapia y Cecilia Aguayo (ambos exintegrantes de Los Prisioneros). Publicado en octubre de 1993, fue producido por Tapia, Aguayo y el compositor chileno Juan Carlos Duque.

## Listado de canciones
| Lado A |                                                  |                     |          |  |
| N.º    | Título                                           | Vocalista principal | Duración |  |
| 1.     | «Historia ociosa» (letra y música: Miguel Tapia) | Miguel Tapia        | 6:04     |  |
| 2.     | «Un lugar» (letra y música: Cecilia Aguayo)      | Miguel Tapia        | 3:19     |  |
| 3.     | «Acid india» (letra y música: Tapia)             | Miguel Tapia        | 5:34     |  |
| 4.     | «No llores» (letra y música: Tapia)              | Miguel Tapia        | 6:49     |  |
| 5.     | «Misterio» (letra y música: Aguayo)              | Cecilia Aguayo      | 4:22     |  |

| Lado B |                                                    |                             |          |  |
| N.º    | Título                                             | Vocalista principal         | Duración |  |
| 6.     | «Señor» (letra: Aguayo; música: Tapia/Aguayo)      | Miguel Tapia                | 5:09     |  |
| 7.     | «Pelaje» (letra y música: Aguayo)                  | Cecilia Aguayo              | 4:28     |  |
| 8.     | «Sueños de colores» (letra y música: Tapia/Aguayo) | Miguel Tapia                | 5:54     |  |
| 9.     | «Te esperaré» (letra y música: Aguayo)             | Miguel Tapia                | 4:33     |  |
| 10.    | «Tan dulce tan cruel» (letra y música: Tapia)      | Miguel Tapia/Cecilia Aguayo | 4:33     |  |
| 11.    | «La mente» (letra y música: Aguayo)                | Cecilia Aguayo              | 5:59     |  |

## Personal
- Miguel Tapia: voz, teclados, bajo, batería, percusiones, coros en 5, 8 y 11.
- Cecilia Aguayo: voz, teclados, bajo en 2 y 7, coros en 2, 3, 6, 8 y 9.
- Antonio Monasterio: batería en 7 y 9.
- Juan Carlos Duque: producción, teclados en 4, 5 y 6.
- Alejandro Vásquez: saxo en 2.
- Robert Rodríguez: guitarra en 6 y 7, teclados en 7, coros en 7.
- Milton Sánchez: guitarra en 5.
- Kid Latin (de La Pozze Latina): rap en 8.

- Datos: Q25411874